# Rychely
Rychely Cantanhede de Oliveira (Santa Luzia, 6 augustus 1987), ook wel kortweg Rychely genoemd, is een Braziliaans voetballer.